# Rekviem (Durych)
Rekviem je prozaická sbírka tří historických povídek od Jaroslava Durycha. Povídky se odehrávají na pozadí třicetileté války po smrti Albrechta z Valdštejna. Název sbírky, Rekviem, odkazuje na Valdštejnovu smrt a celkové smuteční vyznění díla. Hlavní myšlenkou je kritika vypočítavosti a zrady oproti tomu dílo vyzdvihuje statečnost a věrnost.

## Děj
Okrajová část historického románu Bloudění. Tři historické povídky o událostech po smrti Albrechta z Valdštejna.

### Kurýr
Samostatně vyšlo roku 1927. Kurýr Valdštejnova spojence přijede do Olomouce. Nic netuší o Valdštejnově zavraždění. Po kardinálovi a generálovi posádky požaduje věrnost Valdštejnovi. Generál se snaźí kurýra přesvědčit o tom, že Valdštejn je po smrti. Kurýr jim uvěří až tehdy, když přivedou jeho bratra. Utíká a volí smrt skokem z hradeb. Povídka byla v roce 1993 zfilmována pro televizi.

### Budějovická louka
Někdy téže jako Budějovické slavnosti. Samostatně vyšlo roku 1928. Valdštejnovi spojenci jsou ve vazbě válečného soudu. Když na louce odpočívají po honu, přijde mezi ně milenka uherského krále, která utíká z Vídně. Řekne jim o děkovné mši, kterou nechal sloužit císař za zbavení se Valdštejna.

### Valdice
Švédský generál Banér přijede do valdického kláštera, kde je pohřben Valdštejn ve své hrobce v kostele. Ukradne z jeho mrtvoly hlavu a pravou ruku, protože jeho král padl kvůli Valdštejnovi v bitvě u Lützenu v Německu.

## Jazyk
Snaha o napodobení barokní češtiny, tedy spisovný a zastaralý jazyk, cizí slova (např. impertinentní), archaismy (např. rasovna), historismy (např. rumormistr).